# Medallistas olímpicas en natación artística
Tabla de medallas de oro, plata y bronce de la natación artística (natación sincronizada) en los Juegos Olímpicos en cada una de las pruebas que forman parte del torneo.

## Programa Actual

### Dueto
| Edición             | Oro                                                | Plata                                                | Bronce                                                |
| ------------------- | -------------------------------------------------- | ---------------------------------------------------- | ----------------------------------------------------- |
| Los Ángeles 1984    | Estados Unidos · Tracie Ruiz · Candy Costie        | Canadá · Sharon Hambrook · Kelly Kryczka             | Japón · Saeko Kimura · Miwako Motoyoshi               |
| Seúl 1988           | Canadá · Michelle Cameron · Carolyn Waldo          | Estados Unidos · Karen Josephson · Sarah Josephson   | Japón · Mikako Kotani · Miyako Tanaka                 |
| Barcelona 1992      | Estados Unidos · Karen Josephson · Sarah Josephson | Canadá · Penny Vilagos · Vicky Vilagos               | Japón · Fumiko Okuno · Aki Takayama                   |
| Atlanta 1996        | Prueba no incluida en el programa olímpico         | Prueba no incluida en el programa olímpico           | Prueba no incluida en el programa olímpico            |
| Sídney 2000         | Rusia · Olga Brusnikina · Maria Kisseleva          | Japón · Miya Tachibana · Miho Takeda                 | Francia · Virginie Dedieu · Myriam Lignot             |
| Atenas 2004         | Rusia · Anastasia Davydova · Anastasiya Yermakova  | Japón · Miya Tachibana · Miho Takeda                 | Estados Unidos · Alison Bartosik · Anna Kozlova       |
| Beijing 2008        | Rusia · Anastasia Davydova · Anastasiya Yermakova  | España · Andrea Fuentes · Gemma Mengual              | Japón · Saho Harada · Emiko Suzuki                    |
| Londres 2012        | Rusia · Natalia Ishchenko · Svetlana Romashina     | España · Ona Carbonell · Andrea Fuentes              | República Popular China · Huang Xuechen · Liu Ou      |
| Río de Janeiro 2016 | Rusia · Natalia Ishchenko · Svetlana Romashina     | República Popular China · Huang Xuechen · Sun Wenyan | Japón · Yukiko Inui · Risako Mitsui                   |
| Tokio 2020          | ROC · Svetlana Kolesnichenko · Svetlana Romashina  | República Popular China · Huang Xuechen · Sun Wenyan | Ucrania · Marta Fiedina · Anastasiya Savchuk          |
| París 2024          | República Popular China · Wang Liuyi · Wang Qianyi | Reino Unido · Kate Shortman · Isabelle Thorpe        | Países Bajos · Bregje de Brouwer · Noortje de Brouwer |

### Equipos
| Edición             | Oro | Plata | Bronce |
| ------------------- | --- | --- | --- |
| Atlanta 1996        | Estados Unidos Suzannah Bianco · Tammy Cleland · Becky Dyroen-Lancer · Emily Lesueur · Heather Pease · Jill Savery · Nathalie Schneyder · Heather Simmons · Jill Sudduth · Margot Thien     | Canadá Lisa Alexander · Janice Bremner · Karen Clark · Karen Fonteyne · Sylvie Fréchette · Valerie Hould · Kasia Kulesza · Christine Larsen · Cari Read · Erin Woodley | Japón Raika Fujii · Mayuko Fujiki · Rei Jimbo · Miho Kawabe · Akiko Kawase · Riho Nakajima · Miya Tachibana · Kaori Takahashi · Miho Takeda · Junko Tanaka        |
| Sídney 2000         | Rusia Yelena Azarova · Olga Brusnikina · María Kiseliova · Olga Novokshchenova · Irina Pershina · Yelena Soya · Yuliya Vasilyeva · Olga Vasyukova · Yelena Antonova                         | Japón Ayano Egami · Raika Fujii · Yoko Isoda · Rei Jimbo · Miya Tachibana · Miho Takeda · Yoko Yoneda · Yuko Yoneda · Juri Tatsumi                                     | Canadá Lyne Beaumont · Claire Carver-Dias · Erin Chan · Catherine Garceau · Fanny Létourneau · Kirstin Normand · Jacinthe Taillon · Reidun Tatham · Jessica Chase |
| Atenas 2004         | Rusia Yelena Azarova · Olga Brusnikina · Anastasia Davydova · Anastasiya Yermakova · Elvira Khasyanova · María Kiseliova · Olga Novokshchenova · Anna Shorina                               | Japón Michiyo Fujimaru · Saho Harada · Kanako Kitao · Emiko Suzuki · Miya Tachibana · Miho Takeda · Juri Tatsumi · Yoko Yoneda                                         | Estados Unidos Alison Bartosik · Tamara Crow · Erin Dobratz · Rebecca Jasontek · Anna Kozlova · Sara Lowe · Lauren McFall · Stephanie Nesbitt · Kendra Zanotto    |
| Beijing 2008        | Rusia Anastasia Davydova · Anastasiya Yermakova · Mariya Gromova · Natalia Ishchenko · Elvira Khasyanova · Olga Kuzhela · Svetlana Romashina · Anna Shorina · Yelena Ovchinnikova           | España Alba María Cabello · Raquel Corral · Andrea Fuentes · Thaïs Henríquez · Laura López* · Gemma Mengual · Irina Rodríguez · Paola Tirados · Gisela Morón           | República Popular China Gu Beibei · Jiang Tingting · Jiang Wenwen · Liu Ou · Luo Xi · Sun Qiuting · Wang Na · Zhang Xiaohuan · Huang Xuechen                      |
| Londres 2012        | Rusia Anastasia Davydova · Mariya Gromova · Natalia Ishchenko · Elvira Khasyanova · Daria Korobova · Alexandra Patskevich · Svetlana Romashina · Angelika Timanina · Alla Shishkina         | República Popular China Chang Si · Chen Xiaojun · Huang Xuechen · Jiang Tingting · Jiang Wenwen · Liu Ou · Luo Xi · Wu Yiwen · Sun Wenyan                              | España Clara Basiana · Alba Cabello · Ona Carbonell · Margalida Crespí · Andrea Fuentes · Thaïs Henríquez · Paula Klamburg · Irene Montrucchio · Laia Pons        |
| Río de Janeiro 2016 | Rusia Vlada Chiguiriova · Natalia Ishchenko · Svetlana Kolesnichenko · Alexandra Patskevich · Svetlana Romashina · Alla Shishkina · Maria Shurochkina · Gelena Topilina · Yelena Prokofieva | República Popular China Gu Xiao · Guo Li · Li Xiaolu · Liang Xinping · Sun Wenyan · Tang Mengni · Yin Chengxin · Zeng Zhen · Huang Xuechen                             | Japón Aika Hakoyama · Yukiko Inui · Kei Marumo · Risako Mitsui · Kanami Nakamaki · Mai Nakamura · Kano Omata · Kurumi Yoshida · Aiko Hayashi                      |
| Tokio 2020          | ROC Vlada Chiguiriova · Marina Goliadkina · Svetlana Kolesnichenko · Polina Komar · Alexandra Patskevich · Svetlana Romashina · Alla Shishkina · Maria Shurochkina                          | República Popular China Feng Yu · Guo Li · Huang Xuechen · Liang Xinping · Sun Wenyan · Wang Qianyi · Xiao Yanning · Yin Chengxin                                      | Ucrania Maryna Alexiva · Vladyslava Alexiva · Marta Fiedina · Kateryna Reznik · Anastasiya Savchuk · Alina Shynkarenko · Kseniya Sydorenko · Yelyzaveta Yakhno    |
| París 2024          | República Popular China Chang Hao · Feng Yu · Wang Ciyue · Wang Liuyi · Wang Qianyi · Xiang Binxuan · Xiao Yanning · Zhang Yayi                                                             | Estados Unidos Anita Alvarez · Jaime Czarkowski · Megumi Field · Keana Hunter · Audrey Kwon · Jacklyn Luu · Daniella Ramirez · Ruby Remati                             | España Meritxell Ferré Gaset · Marina García Polo · Lilou Lluís Valette · Meritxell Mas · Alisa Ozhogina · Paula Ramírez Ibáñez · Iris Tió · Blanca Toledano      |

## Evento descontinuado

### Individual
| Edición          | Oro                                                             | Plata                        | Bronce                   |
| ---------------- | --------------------------------------------------------------- | ---------------------------- | ------------------------ |
| Los Ángeles 1984 | Tracie Ruiz · Estados Unidos                                    | Carolyn Waldo · Canadá       | Miwako Motoyoshi · Japón |
| Seúl 1988        | Carolyn Waldo · Canadá                                          | Tracie Ruiz · Estados Unidos | Mikako Kotani · Japón    |
| Barcelona 1992   | Kristen Babb-Sprague · Estados Unidos Sylvie Fréchette · Canadá | medalla no otorgada          | Fumiko Okuno · Japón     |